# Stopplaats Brucht
Brucht is een voormalige stopplaats aan de spoorlijn Zwolle - Stadskanaal tussen Mariënberg en Hardenberg. De stopplaats lag bij de buurtschap Brucht.
0: Zwolle ·
5: Herfte-Veldhoek ·
8: Marshoek-Emmen ·
12: Dalfsen ·
15: Rechteren ·
19: Vilsteren ·
23: Ommen ·
25: Sterkamp ·
29: Junne ·
31: Beerze ·
34: Mariënberg ·
37: Bergentheim ·
Brucht ·
42: Hardenberg ·
45: Baalder-Radewijk ·
48: Gramsbergen ·
50: De Haandrik ·
55: Coevorden ·
59: Dalen ·
62: Dalerveen ·
66: Nieuw Amsterdam ·
70: Emmen Zuid ·
71: Emmen Bargeres ·
72: Zuidbarge ·
75: Emmen ·
79: Weerdinge ·
82: Valthe ·
87: Exloo ·
93: Buinen ·
95: Drouwen ·
100: Gasselternijveen ·
103: Tweede Dwarsdiep ·
107: Stadskanaal